# Jan Mlčák
Jan Mlčák (* 11. září 1957, Jindřichův Hradec) je český manažer, politik a bývalý starosta Jindřichova Hradce. V letech 1995–2010 byl ředitel a později předseda představenstva Nemocnice Jindřichův Hradec, v letech 2010–2020 a od 8. 11. 2022 dosud ředitel Nemocnice Pelhřimov. Od roku 2014 je zastupitelem Jindřichova Hradce, od roku 2018 radní Jindřichova Hradce a od 24. června 2020 do 7. 11. 2022 starosta Jindřichova Hradce. V roce 2018 byl zvolen za místní volební sdružení Patrioti Jindřichův Hradec (s licencí politické strany Patrioti ČR), které v minulosti působilo pod názvy SNK Šance pro Jindřichův Hradec a poté v rámci politické strany Volba pro město. V roce 2022 byl v komunálních volbách zvolen do Zastupitelstva města Jindřichův Hradec za sdružení SNK ED a nez. kandidáti.

## Život
Jan Mlčák se narodil v roce 1957 v Jindřichově Hradci a zde také žije. Je ženatý, má dvě děti. Absolvoval provozně ekonomickou fakultu VŠZ Praha, VŠE Praha (PGS) a Nottingham Trent University ve Velké Británii, kde získal titul MBA. Profesní kariéra Jana Mlčáka je spojena s výkonem ekonomických a řídících funkcí ve zdravotnictví. V letech 1998–2018 byl externím učitelem Fakulty managementu VŠE Praha. Do současné doby auditor a konzultant Spojené akreditační komise.
Zastával některé další významné funkce – předseda Asociace krajských nemocnic (2017–2020), člen Rady poskytovatelů zdravotní péče Ministerstva zdravotnictví (2018–2020). Je dlouholetým členem Rotary Clubu Jindřichův Hradec.
Je nositelem rotariánských vyznamenání – Paul Harris Fellow, Cena Tomáše Bati